# سر (صوفية)
السر عند الصوفية هو حالة تجل وعرفان نفسي إيماني مرده إلى كثرة ذكر وتدبر المريد وشعوراته وأذواقه ضمن مقام الإحسان.

## تعريف
السر عند المتصوف هو ناتج عن عبادته وكثرة ذكره وخلوته مع الله سبحانه وتعالى وكثرة تدبره وتأمله وتفكره، فتظهر له بعض المعاني الدقيقة التي تحتاج إلى شرح كبير وعبارات إذا ما أراد استخدام اللغة المعتادة، هذه الشعورات والأذواق يكتشف بها سرا من أسرار العبادة.
السر هو أمر شخصي، وذوق شخصي، وتجربة شخصية، ويمكن تعريفه على أنه:
عندما يذوق العارف شيئا لا يستطيع أن يصل به باللغة المعتادة فإنه يعجز عن الكلام، وليس أنه سر لا ينبغي أن يقوله حتى لا يُفتن.
وهذا السر هو أمر شخصي وذوق شخصي يفيد المريد وقد لا يفيد الأشخاص الآخرين، وهي تجربة شخصية، ولكن الشريعة الإسلامية هي المتحكمة وهي المرجع في ذلك، وهي التي يُقاس بها وهي المعيار الذي يُلجأ إليه في القياس.
فقضية أسرار الطاعة والعبادة مضبوطة بما أوصى به النبي محمد -صلى الله عليه وسلم- في قوله:
أما الأسرار والأذواق والانطباعات الشخصية المترتبة عن العبادة، فليس من المناسب أن تُقال أو يُعَبَّرَ عنها لأنها صعبة المنال، أو لأنها شخصية فلا يصلح أن يباح بها للآخرين من هذه الجهة، أو تكون نوعا من أنواع الفتح الذي فتح الله به على الإنسان ليزداد قربا وضراعة ولا يفيد البوح به لغيره.

## السر في القرآن
وردت كلمة سِرّ ومشتقاتها في عدة آيات من القرآن الكريم، منها:
سورة الأنعام: ﴿وَهُوَ اللّهُ فِي السَّمَاوَاتِ وَفِي الأَرْضِ يَعْلَمُ سِرَّكُمْ وَجَهرَكُمْ وَيَعْلَمُ مَا تَكْسِبُونَ﴾ [الأنعام:3]
سورة التوبة: ﴿أَلَمْ يَعْلَمُوا أَنَّ اللَّهَ يَعْلَمُ سِرَّهُمْ وَنَجْوَاهُمْ وَأَنَّ اللَّهَ عَلَّامُ الْغُيُوبِ﴾ [التوبة:78]
سورة طه: ﴿وَإِنْ تَجْهَرْ بِالْقَوْلِ فَإِنَّهُ يَعْلَمُ السِّرَّ وَأَخْفَى﴾ [طه:7]
سورة الزخرف: ﴿أَمْ يَحْسَبُونَ أَنَّا لَا نَسْمَعُ سِرَّهُمْ وَنَجْوَاهُمْ بَلَى وَرُسُلُنَا لَدَيْهِمْ يَكْتُبُونَ﴾ [الزخرف:80]
سورة الطارق: ﴿يَوْمَ تُبْلَى 'السَّرَائِرُ﴾ [الطارق:9]

## البوح بالسر
بما أن السر الصوفي هو قضية شخصية خصوصية، فقد يكون منحة وتشجيعا من الله -عز وجل- للسالك المريد كي يواصل سيره على طريق الطاعة والعبادة.
ذلك أن السر هو نوع من الواردات الصوفية التي لا يحسن البوح بها أو إشاعتها لدى الناس مخافة فقدانها أثرها التربوي الإيماني.
ومن أجل ذلك؛ ضنَّ العارفون على غيرهم بما لهم من علوم ومعارف، واعتبروها «أسراراً» لا تُفشى ولا تُذَاع، إلا أن تكون إشارة لمَّاحة يصدرها الذوق من مواهب الحال، وتستقي من التجربة ولا تُعْطَى هباءً منثوراً لكل من هَبَّ فيها ودَبَّ؛ فكما أنها لم تُحَصَّل إلا بالجهد والمعاناة، فكذلك لم تُبذل إلا لمن هو حقيق بها؛ وخليق.
وكان الرسول محمد -صلى الله عليه وسلم-، وهو سيد العارفين، قد أشار إلى هذه المعارف الشخصية والخصوصية التي لا تُذاع على عامة الناس لأنهم ليسوا مطالبين بها من طرف الشريعة الإسلامية.
فالنبي -صلى الله عليه وسلم- بَلَّغَ أمانة الإسلام إلى كافة الأمة الإسلامية كاملة فيما أمره الله -عز وجل-، أما فيما اختص به من تذوقه «أسرار العبودية» أو اطلاعه على «أسرار الكون» فيما لا يمكن استيعابه وفهمه من طرف غيره من المسلمين، فإنه لم يتم تكليفه بإرهاقهم بتفاصيله.
وعليه فإن المسلمين الصالحين والصديقين والأولياء والعارفين يجب أن يقتدوا بإمام المرسلين -صلى الله عليه وسلم- في عدم شغل عامة المسلمين بهذه الخصوصيات الشخصية والسرية.

## الإشارة إلى السر
أسست المدرسة الصوفية «علم الإشارة» الذي يقوم على شرعة الحبّ والذوق والتحقيق، فهم يعتبرون هذا العلم «سِرّاً» لا يناله مطلقاً ما ليس من أهله.
وهم يفعلون ذلك، لأن هذه الأسرار التعبدية مصونة عن عبث الأغيار من الخَلق والآثار والأطلال، وهم قد اصطلحوا على أن السّر هو ما يكون مكتوماً مصوناً بين العبد والحق سبحانه تحت غشاوة الأحوال.
ذلك أن الإشارة قد تكشف عن سر وحال صاحبها؛ وعن تجربته، وقد يتبيّن منها أذواقه العالية فيما عساه يعانيه، وقد لا يتبين منها سوى المواجيد التي يصعب التعبير عنها بلفظ أو بمقولة.

## تفسير السر
لا يتم تفسير السر إلا من طرف شيخ عارف بالله -عز وجل- يدل المريد على فحوى ومعنى وطبيعة الأسرار التي تتوارد على قلبه وحواسه.
وفي الصدر الأول من الإسلام، كان الصحابة -رضي الله عنهم- يعرضون أسرارهم على قدوتهم الرسول -صلى الله عليه وسلم-، كما في حديث الذي رواء الحارث بن عدي بن مالك -رضي الله عنه- حول حقيقة الإيمان.
ذلك أن الشيطان الرجيم يحاول أن يستدرج المسلمين نحو البدعة والزندقة من خلال محاولة إيهامهم بخدع صوتية وبصرية ووسواسية لا ينجو من مخالبها ومثالبها إلا العارفون الموفَّقون.
فقد كان الشيخ عبد القادر الجيلاني من الصالحين وكان من أولياء الله الذين ظهرت عليهم بعض الكرامات، فحاول الشيطان استدراجه نحو البدعة والانحراف، فاستطاع كشف حيلة الشيطان بسبب معرفته بالفرق بين «السر الرباني» و«الإفك الشيطاني».
فقال له الصوت: يا عبد القادر؟؟؟ فقلت: لَبَّيْكَ!!!

ثم قال له الصوت: لقد أحببناك يا عبد القادر. فقال الشيخ: لقد ذوبت ذوباناً كما يذوب الملح في الماء، وظن أن الله أرسل له ملكاً يكلمه أو أن الله سيكلمه كما كلم نبى الله موسى -عليه السلام-.

وقال له الصوت: ولقد قربناك يا عبد القادر. فقال الشيخ: فاقشعر جلدي.

ثم قال له الصوت: أنا ربُّك يا عبد القادر. فقلت: لَبَّيْكَ رَبِّي، لبيك.

فقال له الصوت: أحللنا لك الحرام يا عبد القادر. فتبدل حال الشيخ وقال لصاحب هذا الصوت: اذهب يا لعين.

## أسرار القرآن
تلاوة القرآن هي طاعة إسلامية غنية بالأسرار التي يتذوقها القارئ لكتاب الله -عز وجل-، وقد وردت إشارات لهذه الأسرار في العديد من الآثار.
فقد ورد عن سيدنا علي بن أبي طالب -رضي الله عنه- أن تالي القرآن يؤتيه الله بعضا من الأسرار، من بينها تفهيما خاصا لبعض الآيات القرآنية.
فهذا الفهم الخاص للآيات، الذي يؤتيه الله -عز وجل- من يشاء من عباده الصالحين التالين للقرآن الكريم، هو من الأسرار التي ينبغي البوح بها للغير مخافة التخليط والتلبيس وفتنة العوام.
وتتجاوز هذه الأسرار المرتبطة بالقرآن مجرد فهم معنوي إلى حضور الملائكة -عليهم السلام- مجلس وخلوة التلاوة بما يليق بكرامة هذه المخلوقات النورانية.

## أسرار الصلاة

كتاب أسرار الصلاة لمؤلفه ابن قيم الجوزية

إقام الصلاة هو عبادة إسلامية مليئة بالأسرار التي يتذوقها المصلي المقيم لأركانها وسننها ومندوباتها.
فالصلاة هي محل مناجاة العبد لربه بتلاوة كلامه والثناء عليه ومعدن المصافاة معه بتوجهه بكليته إليه وبقدر إقبال العبد يكون إقبال الرب.
وثمرتها إذا كانت على الوجه الأكمل أنها تتسع فيها ميادين الأسرار، أي تتسع فيها القلوب الشبيهة بالميادين للفرسان بمعنى أنها تنشرح بتوارد الأسرار أي العلوم والمعارف التي تتسابق إليها كتسابق الفرسان.
وقد ألف ابن قيم الجوزية كتابه النفيس أسرار الصلاة لإبراز ذوق السماع وذوق الصلاة والقرآن، مع تجلية اللذة الحقيقة والأنس والسرور والحبور في الصلاة وقراءة القرآن.
فحينما يقوم المسلم للصلاة يكتشف حينئذ الأدب في عبادة ربه، وهذه الحالة تسمى «أسرار العبودية» المختلفة عن «أسرار الكون».
وهذا السر الذوقي المرتبط بالصلاة يهدف إلى ارتقاء المسلم نحو مقام العبد الرباني الذي يرضى الله -سبحانه وتعالى- عنه.
ومن ثم فإن الراحة التي كان يستشعرها الرسول محمد -صلى الله عليه وسلم- في الصلاة كانت سرا من الأسرار التي تجعله يهرع إليها.

## محاذير الأسرار
تتصل بالأسرار التي يفهمها أو يتذوقها أو يشاهدها أو تخطر على بال المريد بعض المحاذير والأخطار، ولعل من أخطرها إسقاط التكليف والتنصل من الطاعة التي جاء بها الفقه الإسلامي.
ذلك أن السر إذا لم يقترن بالأدب والعلم قد يغتر صاحبه بالوصول إلى مرتبة وهمية يسقط بها التكليف الشرعي عنه مثلما هو حال المعتوه والمجنون والهرِم · .
فالسالك لطريق الله -عز وجل- يجب ألا يلتفت إلى هذه الأسرار على أنها حجة له للتقصير في الآداب والطاعات والعبادات التي لا يتوقف تكليفه بها إلا بوفاته اليقينية · .
فالتصوف الصحيح لا يعتد بشطحات وواقعات الزنادقة المدعين بوجود الأسرار التي تُعفيهم عن الاستقامة الأخلاقية والشرعية، مثلما أورده أحمد بن علي الرفاعي -رحمه الله- · .
وإذا كان الالتفات إلى الأسرار والأذواق والمشاهدات قد يمنع مواصلة الطاعة والعبادة، فإن التفلت من التكليف باب للزيغ والنكوص والانقلاب على العقب الذي لا تُؤتمن عاقبته في الدارين · .
فهذه الأسرار ما هي إلا محفزات وتشجيعات ومنح وجوائز عاجلة في الدنيا للمريد كي يستمر في الاستقامة على طريق الهدى، ولا يمكن أبدا تفسيرها على أنها مسوغات أو استدراج للتوقف عن الاقتراب المتواصل من حقيقة الإسلام.
فقال له: أي شيخي عبد القادر!!! قد لازَمْتُكَ خمس سنين، ما فارَقْتُكَ لحظة، فلم أر منك كرامة.

فقال له السيد عبد القادر: أعوذ بالله!!! هل رأيتني قد تركت فرضا من فروض الله -عز وجل-؟

فقال له الرجل: لا.

فقال السيد عبد القادر: فهل رأيتني قد تركت سنة من سنن رسول الله -صلى الله عليه وسلم-؟

فقال المريد: لا والله.

فقال له السيد عبد القادر: هذه والله هي الكرامة.

فقول عبد القادر الجيلاني بأن الاستقامة خير من ألف كرامة يدل أن الحواشي والذيول والزوائد المتمثلة في الأسرار لا يجب أن تخلط على المريد سُلَّمَ الأولويات في حياته الروحية، والمتمثلة في الامتثال لأوامر خالقه -عز وجل- بالطاعة والاستقامة حتى الممات.

## فيديوهات
- "هل في التصوف أسرار؟": أ.د. علي جمعة في ماي 2019م على يوتيوب
- "من هو الصوفى؟": الشيخ محمد متولي الشعراوي في ماي 2010م على يوتيوب
- "الحكمة العطائية رقم: 118": أ.د. علي جمعة في مارس 2020م على يوتيوب
- "الحكمة العطائية رقم: 118": أ.د. البوطي في فيفري 2020م على يوتيوب
- "الحكمة العطائية رقم: 118": أ.د. يسري جبر في جانفي 2017م على يوتيوب
- "الحكمة العطائية رقم: 189": أ.د. البوطي في ماي 2013م على يوتيوب
- "الحكمة العطائية رقم: 189": أ.د. يسري جبر في أوت 2017م على يوتيوب
- "الحكمة العطائية رقم: 189": أ.د. علي جمعة في مارس 2018م على يوتيوب